# Kophene minor
Kophene minor är en fjärilsart som beskrevs av Moore 1879. Kophene minor ingår i släktet Kophene och familjen säckspinnare. Inga underarter finns listade i Catalogue of Life.